# Постконструктивизм

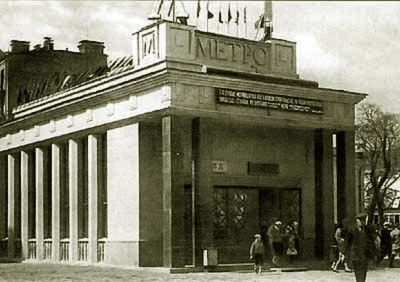
Наземный павильон станции метро «Парк культуры», архитекторы Г. Т. Крутиков, В. С. Попов, 1935 год, разобран в 1949 году. Тонкие квадратные в плане колонны без капителей

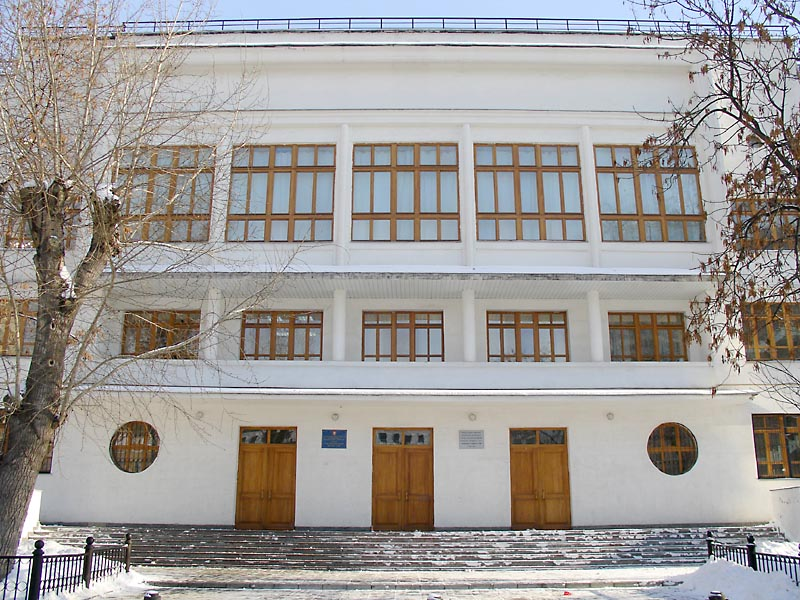
Школа 518, Москва, 1932—1936, арх. И. А. Звездин

Постконструктивизм — название стиля советской архитектуры, ограниченного временными рамками 1930-х годов, когда под влиянием политических и идеологических факторов происходил переход от конструктивизма к сталинскому ампиру.
Термин является сложным словом и состоит из лат. post «пост» = «после» + «конструктивизм» в значении: «архитектурный стиль, следующий (по времени и наследуемым признакам) после конструктивизма».
Название переходного архитектурного стиля предложено историком архитектуры Хан-Магомедовым, который определял рамки постконструктивизма периодом 1932—1936, однако продолжительные сроки строительства и огромные размеры СССР позволили продлить его до 1941 года. В эту же эпоху многие знаковые здания, первоначально выстроенные в стилистике конструктивизма, были перепроектированы в новом декоративном оформлении.
Существование данного стиля очевидно, однако предложенная Хан-Магомедовым трактовка его эволюции как естественного процесса внутри архитектурного сообщества, а не результата политического направления (линии) партии ВКП(б) и советского государства, остаётся спорной.
Некоторые исследователи позиционируют постконструктивизм, как советское направление в ар-деко.

## Предпосылки возникновения

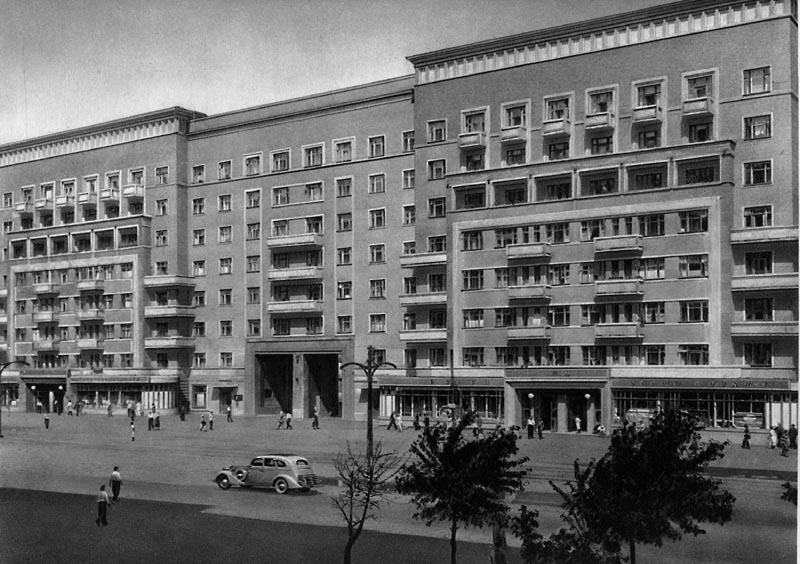
Жилой дом № 13 на шоссе Энтузиастов, проект 1935 года, построен 1936—1938, архитектор В. Б. Орлов. Снимок сделан ранее 1941 года

В начале 1930-х годов творческая жизнь в СССР была отражением тех процессов, которые происходили в обществе в целом. 28 февраля 1932 года было издано постановление «Об организации работ по окончательному составлению проекта Дворца Советов». Распределение конкурсных призов дало понять, что рационалистам и конструктивистам больше рассчитывать не на что — пристрастия Сталина к классической архитектуре теперь играли гораздо бо́льшую роль, чем прославляемая в 1920-е целесообразность и «пролетарская аскетичность форм».
Как пишет историк сталинской архитектуры Дмитрий Хмельницкий, «между февралём и июнем 1932 года в СССР произошла тотальная архитектурная реформа. Объявление результатов конкурса на Дворец Советов 28 февраля 1932 года обозначило конец авангардной архитектуры в СССР. К июню необратимость изменений в официальной советской архитектурной эстетике стала очевидна для всех. Конструктивизм был фактически запрещён к использованию на территории страны. <…> Менее чем через год, после проведения художественной реформы, колоннами, карнизами и барельефами стали обрастать не только новые проектируемые сталинские здания, но и уже выстроенные, конструктивистские»..
Шоссе Энтузиастов особенно богато домами этого стиля. Показанный на фото дом № 13 построен в 1938 году. Как пишет современный исследователь Алексей Рогачёв: «Композиционная схема этого здания проста: два мощных ризалита соединяются центральной вставкой, более низкой и проще отделанной. В ней находится двухпролётный проезд во двор. Архитектор В. Б. Орлов изначально замышлял своё детище во вполне конструктивистском духе, но времена менялись, и на фасаде осуществлённого здания заметны усилия зодчего смягчить изначальную жёсткость и холодность. Подобие руста на первом этаже, обработка наличниками центрального проезда во двор, вертикальные тяги, объединяющие окна трёх этажей. Однако декоративные детали фасада не сложились в стройную систему, отчего дом, утратив свойственную конструктивизму строгость, приобрёл несколько наивную приукрашенность».
Также очевидным является влияние на становление стиля постконструктивизма европейских образцов административной (муниципальной) архитектуры, в целом соединявшей утилитарно-упрощённые формы с некоторыми элементами ар-деко.

## Рождение стиля
Согласно Хан-Магомедову, постконструктивизм — это этап в творчестве Ивана Фомина и Ильи Голосова. Оба пришли к одному стилю с противоположных сторон — от неоклассицизма и конструктивизма соответственно. Концепция Фомина, говоря простым языком, возведённая из стали и гранита в Москве (дом «Динамо»), была понята и принята даже неопытной молодёжью. Молодёжь инстинктивно следовала за теми, кто сумел чётко заявить о своей позиции. Она считала этот период самодостаточным культурным этапом, а не переходом к чему-либо иному. В 1933-34 годах Голосов публично порвал с авангардом и обратился к новому стилю, стараясь избегать прямых заимствований из классики. Например, использовал квадратные колонны вместо традиционных круглых, новый рисунок кронштейнов и капителей.

## Определение стиля
Хан-Магомедов определил постконструктивизм как неоклассические формы без неоклассической детализации.[источник?] Голосов и его последователи намеренно заменили проверенные историей элементы зданий (колонны, капители, фризы и карнизы) своими собственными изобретениями — для дистанцирования от чистых сторонников возрождения классического наследия. Основные объёмы следуют классическим правилам построения и, как правило, обладают идеальной симметрией.

## Особенности стиля

Жилой дом № 66/1 на шоссе Энтузиастов постройки 1934—1936 годов (заселён в 1938 году), архитекторы Г. С. Гурьев-Гуревич, А. М. Зальцман в стиле постконструктивизма. Трёхкомнатные квартиры для начальства, деревянные перекрытия

Преобладавшая в период постконструктивизма тенденция в творчестве архитекторов — стремление к умеренному «обогащению» внешнего облика зданий, преодолению «излишнего аскетизма» архитектуры авангарда. В постконструктивистских зданиях сохраняются некоторые элементы конструктивистского стиля: прямоугольные парапеты на крышах; сплошное вертикальное остекление лестничных клеток; акцентуация углов зданий, решаемых в виде вертикальных стеклянных фонарей. В то же время характерными приёмами формирования архитектурного образа становятся: кессонированные своды арок; развитые дополнительные карнизы с находящимся над ними верхним этажом-аттиком; открытые обходные лоджии с колоннами на верхнем этаже; безордерные колонны квадратного сечения; использование имитационной рустики, настенных изображений в технике сграффито и ярких цветов в сочетании с непременным белым. От подчёркивающего вертикали ар-деко постконструктивизм отличает тяготение к горизонталям.

## Влияние на другие стили
Постконструктивизм, наряду с неоклассицизмом и ар-деко, стал одним из течений сталинской архитектуры. Его влияние на пластическое решение объёмов зданий прослеживается в ряде зданий вплоть до 1950-х годов.

## Галерея

### Москва

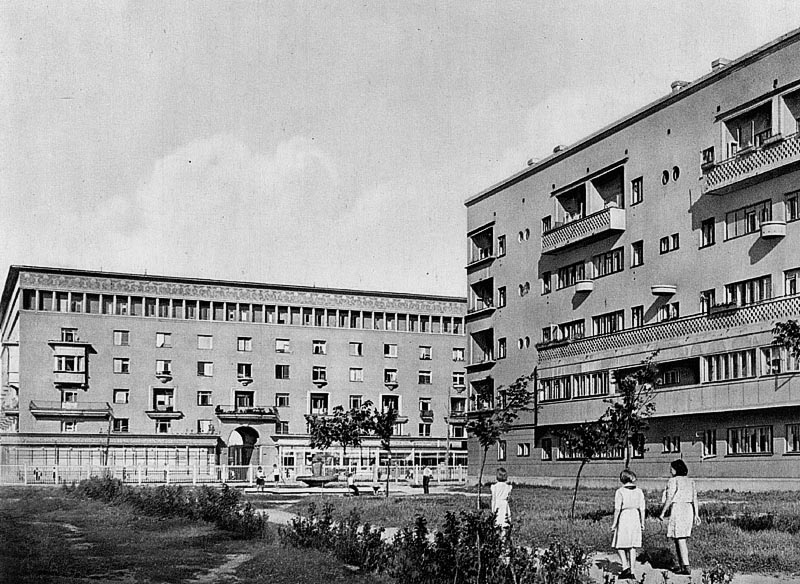
Жилой дом на шоссе Энтузиастов (1935–1936), арх. Гурьев-Гуревич, Зальцман
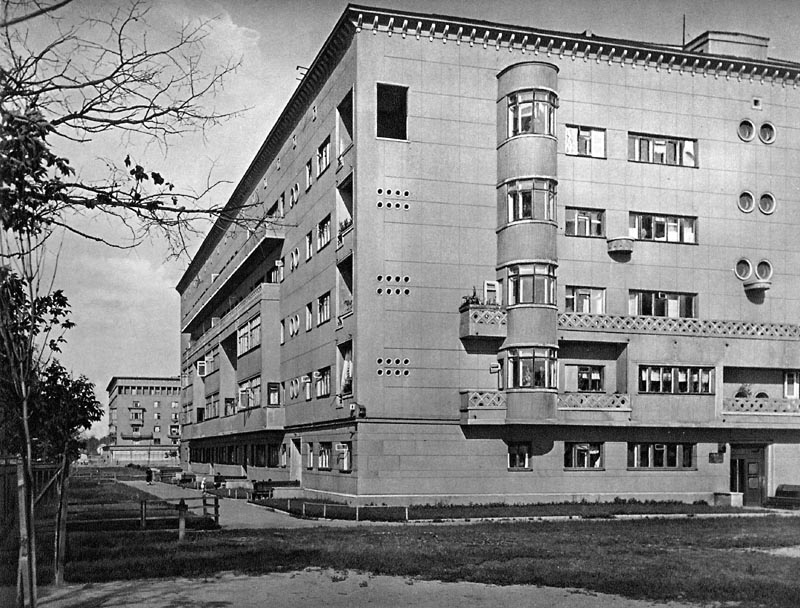
Жилой дом на шоссе Энтузиастов (1935–1936), арх. Гурьев-Гуревич, Зальцман
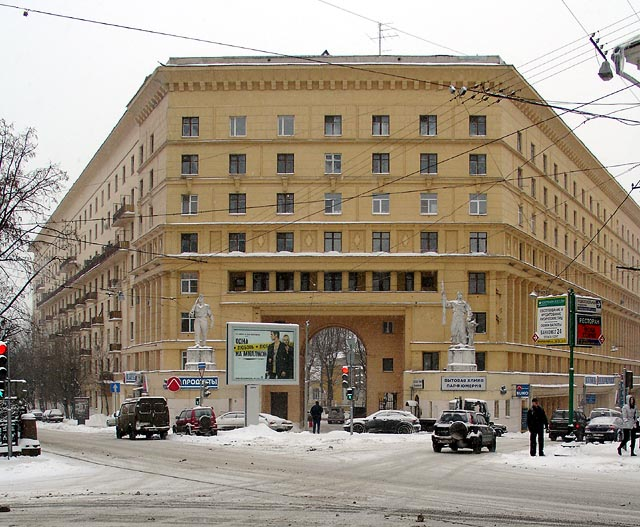
Жилой дом в (Яузский пер., 2, 1936-1941), арх. И. А. Голосов

### Ленинград

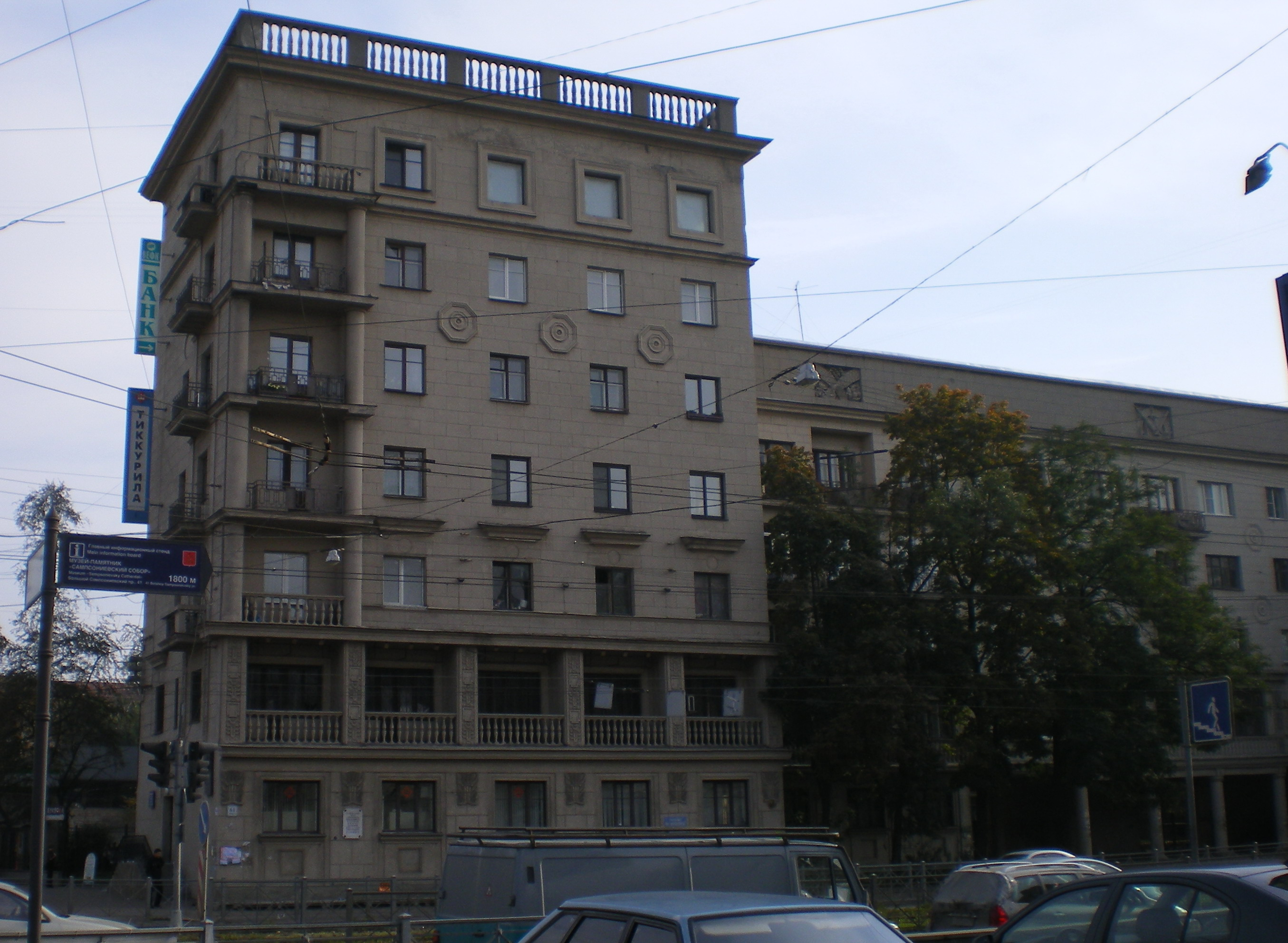
Дом специалистов (Санкт-Петербург) (1934–1937), арх. Г. А. Симонов, Б. Р. Рубаненко, Л. К. Абрамов, Т. Д. Каценеленбоген

### СвердловскиКуйбышев

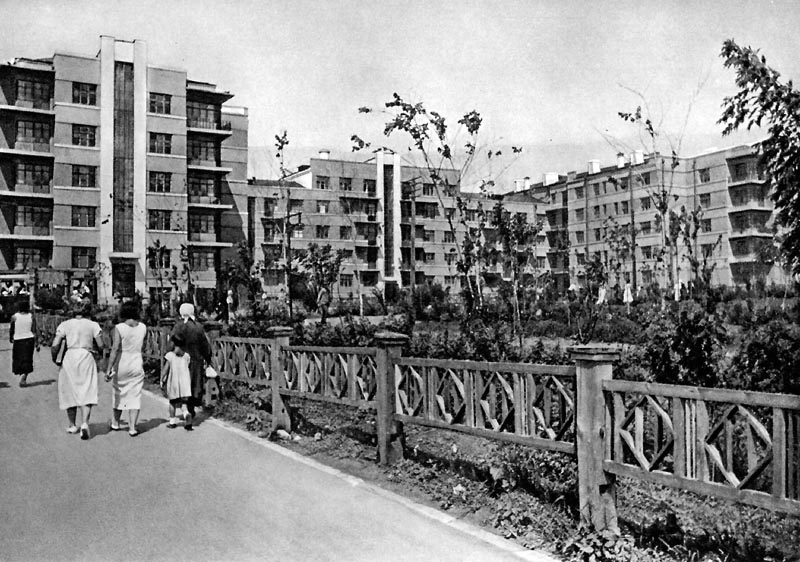
Жилой дом (Куйбышев, 1936), арх. Матвеев, Босин
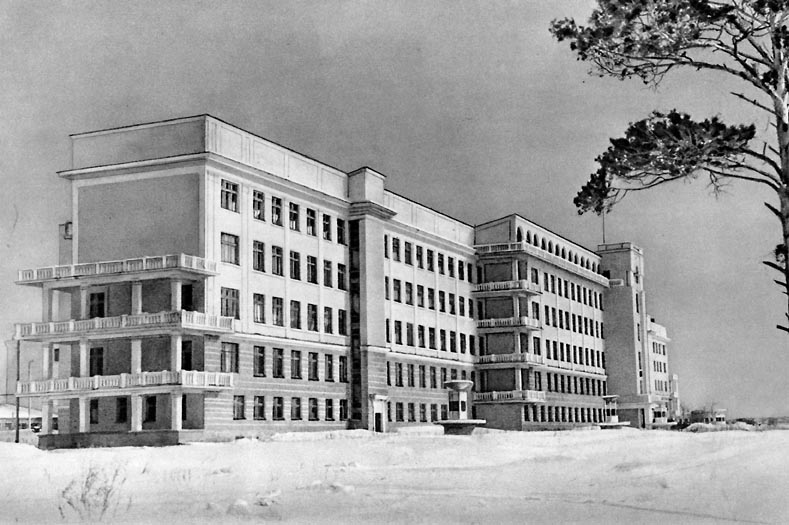
Госпиталь (Свердловск, 1936-1939), арх. Югов
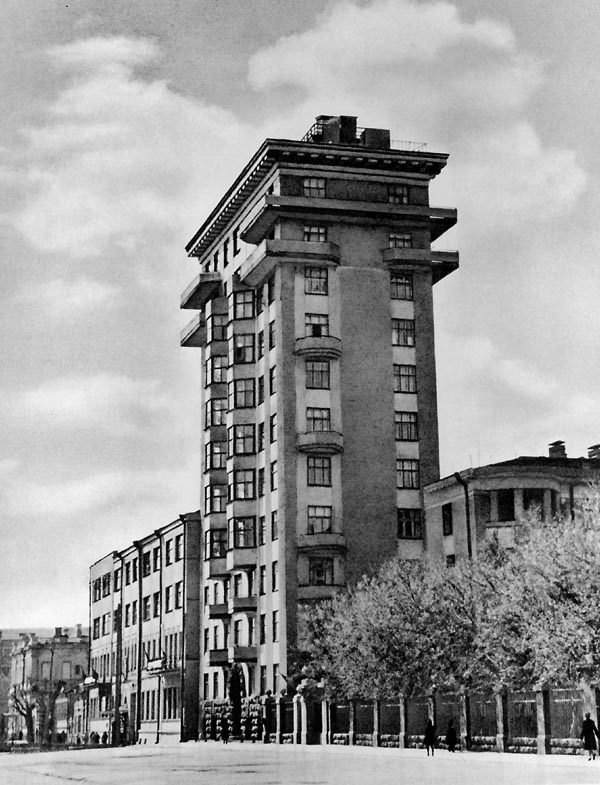
Жилой дом-башня (Свердловск, 1932)
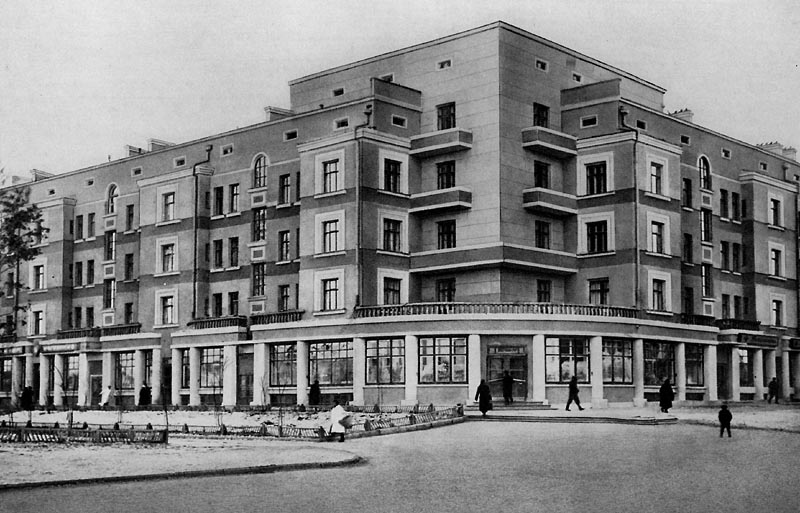
Жилой дом (Свердловск, 1932), арх. Оранский

### Смоленск

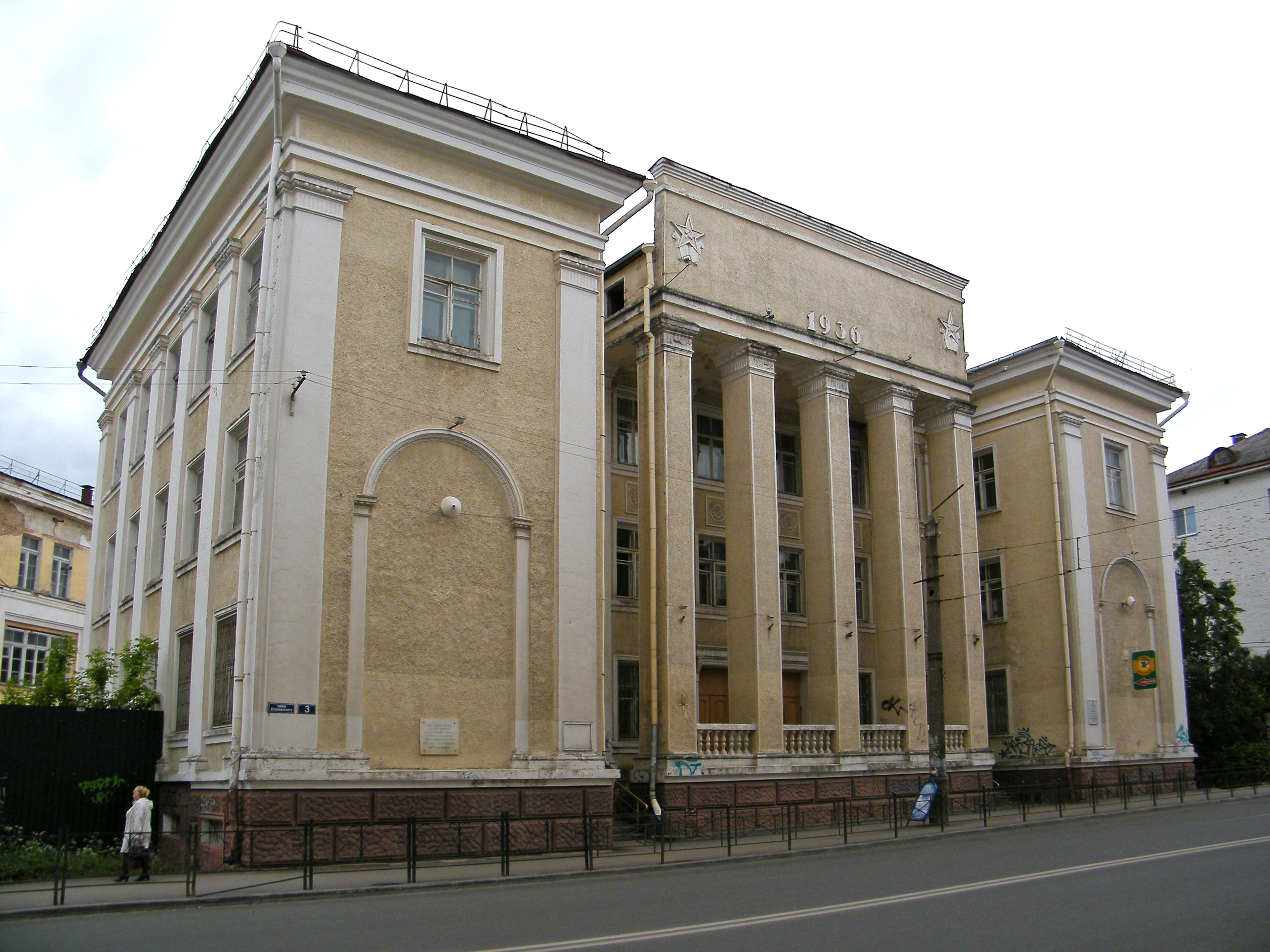
Административное здание, 1936
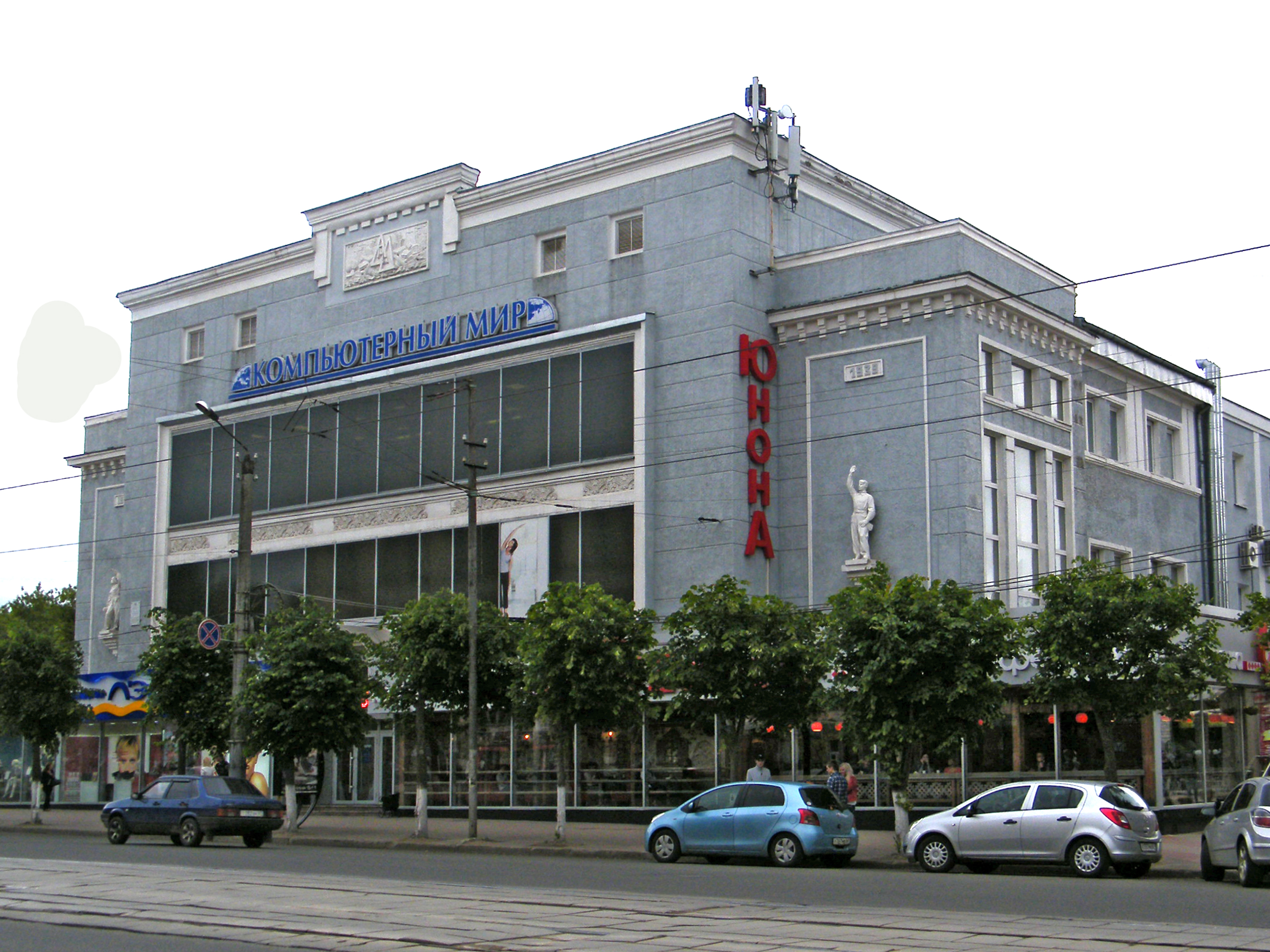
Здание универмага, 1939

### Комментарии
1. ↑  После 1932 года в СССР практически не осталось (если судить по архитектурной печати и творческой продукции) убежденных конструктивистов и рационалистов. Публичные взгляды и стиль поменяли, за малым исключением, все левые советские архитекторы. Все стали в той или иной степени классицистами и сторонниками «освоения художественного наследия прошлого». <…> С лета 1932 года ни один конструктивистский проект к строительству в СССР больше не принимается. Фоном для стилевой переориентации советских архитекторов служит массовый политический террор. — В кн. Дмитрий Хмельницкий. Архитектура Сталина. Психология и стиль. М.: Прогресс — Традиция, 2006, с. 10-11 ISBN 5-89826-271-7.
2. ↑  Постановление Мосгорисполкома и Моссовета «О типе жилого дома», принятое 14 июля 1932 года и опубликованное в № 8-9 журнала «Строительство Москвы», отменяло все принятые ранее на этот счёт решения и объясняло, как должно отныне выглядеть новое жилое строительство: многоэтажные дома с двух-трёх-четырёхкомнатными комфортабельными квартирами, с большими комнатами (до 21 м²), «как правило», с чёрными лестницами, богато и разнообразно украшенными фасадами. Дома должны стоять на главных улицах и служить их украшению. Совершенно ясно, что это программа строительства не жилья вообще, а только богатых домов для начальства. Чёрные лестницы и комнаты для прислуги — это особенность множества роскошных жилых домов, выстроенных в Москве в 1930—1940-х годах. Никакой другой программы, для обычных людей (того, что пытался разработать Милютин), не было и больше не могло быть. Цит. по Дмитрий Хмельницкий. Архитектор Николай Милютин. Николай Милютин в истории советской архитектуры. М.: Новое литературное обозрение, 2013, с. 210.